# Don Morin
Don Albert Morin (né en 1954 à Hay River aux Territoires du Nord-Ouest) est un entrepreneur et homme politique ténois et premier ministre des Territoires du Nord-Ouest au Canada, entre 1995 et 1998.

## Biographie

### Carrière politique
En février 1998, des plaintes adressées par les députées territoriales Jane Groenewegen et Jeannie Marie-Jewell auprès de la commissaire ténoise aux conflits d'intérêts, Anne Crawford, sont à l'origine d'une enquête à l'endroit de Don Morin. Pendant ce temps, ses avocats et lui tentent d'exercer de la pression sur la commissaire pour qu'elle démissionne de son poste.
Morin est malgré tout contraint de démissionner de son poste de premier ministre en 1998 après la publication d'un rapport sur des allégations de conflit d'intérêts impliquant l'expédition illégale de bisons appartenant au gouvernement à l'un de ses amis en 1996.  En plus de ces allégations, il faisait également l'objet d'une enquête pour avoir attribué à un associé un contrat de location d'un immeuble du gouvernement des Territoires du Nord-Ouest. 
Après la démission de Morin comme premier ministre, le ministre de la Justice et ministre de l'Habitation Goo Arlooktoo est nommé premier ministre par intérim jusqu'à ce que Jim Antoine soit élu. Morin continue toutefois le reste de son mandat comme simple député et prend sa retraite lorsque la législature est dissoute en 1999.
Après la politique, il retourne à ses occupations d'entrepreneur et administre notamment une agence de voyages organisés visant à faire découvrir le Nord canadien.